# Jat
Jat (se pronunță Djaat, Giaat; în hindi:जाट, în punjabi de est ਜੱਟ sau جٹ, în urdu: جاٹ)  este un grup etnic din nordul Indiei și Pakistan. Inițial neam de păstori pe cursul inferior al Indului în regiunea Sindh spre finele Evului Mediu poporul Jat, devenit cu timpul popor de agricultori și de luptători de rând, a migrat spre nord  către Punjab, spre Delhi, Rajputana și vestul Câmpiei Gangelui. 
El a intrat în componența indienilor punjabi.
În prezent jații traiesc mai ales în statele indiene Haryana, Punjab, Delhi, Rajasthan și Uttar Pradesh, precum și în  statele 
Punjab și Sindh din Pakistan. 
Jații au aderat la religii diferite - hinduismul, islamul sunit (în Pakistan) și mai ales sikhismul, însă cultul strămoșilor mai joacă un rol însemnat în cultura și tradițiile lor. Din acest motiv au refuzat multă vreme să recunoască autorități religioase și politice, precum și sistemul castelor, fiind considerați fără castă și, în cele din urmă, definiți ca „impuri ” sau „paria”.  
Jații vorbesc limba punjabi (dialectele jatki-hindi, hindki etc.). O parte din ei vorbesc și urdu. 
În 7 din cele 36 state ale Indiei -Rajasthan, Himachal Pradesh, Delhi, Uttarakhand, Uttar Pradesh, Madhya Pradesh și Chhattisgarh, jații sunt considerați o clasă dezavantajată social (Other Backward Class - OBC). Dar numai cei din Rajasthan (din 1999), cu excepția districtelor Bharatpur si Dholpur, au dreptul la discriminare pozitivă, rezervându-li-se posturi in administrația centrală. În anul 2016 jații din statul Haryana au organizat masive demonstrații de protest, cerând să obțină statutul OBC și drept consecință, dreptul la o discriminare pozitivă în angajări în locuri de muncă publice.
Demonstrațiile au degenerat în acte violente, și ciocniri cu forțele de ordine, soldate cu morți și răniți.
La 20 februarie 2016 răsculați jați au blocat și distrus căi de transport și părți din canalul Munak, care aprovizionează cu apă orașul Delhi. Au fost distruse si numeroase proprietăți private și publice, în orașul Rohtak au fost incendiate magazine și întreprinderi aparținând unor proprietari de alte etnii. 

## Istorie
Majoritatea cercetătorilor consideră originea jaților ca fiind pre-ariană sau poate din triburi scite de călăreți și păstori nomazi, care în mileniile  I-II î.e.n. au pătruns până în sudul Văii Indului, unde au trecut la sedentarism și la practicarea agriculturii.
Cele mai vechi surse documentare despre existența lor sunt relatările autorilor arabi din secolul al VIII-lea care, în cursul cuceririi Sindului de către oștile musulmane au dat de această populație. Unele triburi de jați rămase nomade au migrat în secolele al XI-lea-XVI-lea de-a lungul cursurilor de apă ale Țării celor cinci ape - Punjab, și au populat largi regiuni ale acesteia, inclusiv Haryana. precum și regiuni mai mici din Rajasthan și din vestul actualelor state indiene Uttar Pradesh și Madhya Pradesh.  
În acea perioadă și acestea au devenit sedentare și au adoptat într-un mod mai mult sau mai puțin superficial religiile dominante în zonele respective. Acești jați au devenit proprietari de pamanturi , din randurile lor ridicându-se și maharajahi, de pildă la Deeg și Bharatpur. Alte grupe de jați au optat pentru o viață de proscriși, întreținându-se din jafuri de-a lungul drumurilor de caravane și în apropierea unor orașe. 
Jații s-au răsculat în mai multe rânduri împotriva autorității centrale. Astfel în anul 1669 s-au revoltat împotriva politicii religioase si a administratiei centraliste si opresive a Marelui Mogul Aurangzeb. În primul deceniu al secolului al XVIII-lea Maharajahul Jai Singh al II-lea a întreprins  mai multe campanii militare împotriva jaților. Pe de o parte mulți jați au servit în oștile sale. 
O entitate statală Jat de religie hinduistă a cunoscut apogeul ei sub domnia maharajahului Suraj Mal (1707-1763) din Bharatpur. 
Comunitatea Jat din Punjab a jucat un rol însemnat în cristalizarea grupurilor de războinici Khalsa Panth care s-au distins la începuturile religiei sikhiste. Aceștia au devenit cunoscuți ca Sikhii Jat. Cu vremea, până în secolul al XX-lea, proprietarii funciari jați au devenit un grup influent în anumite părți ale Indiei de nord, inclusiv Haryana, Punjab, vestul statului Uttar Pradesh, Rajasthan și Delhi. Multi jați au abandonat agricultura preluând ocupații urbane. 

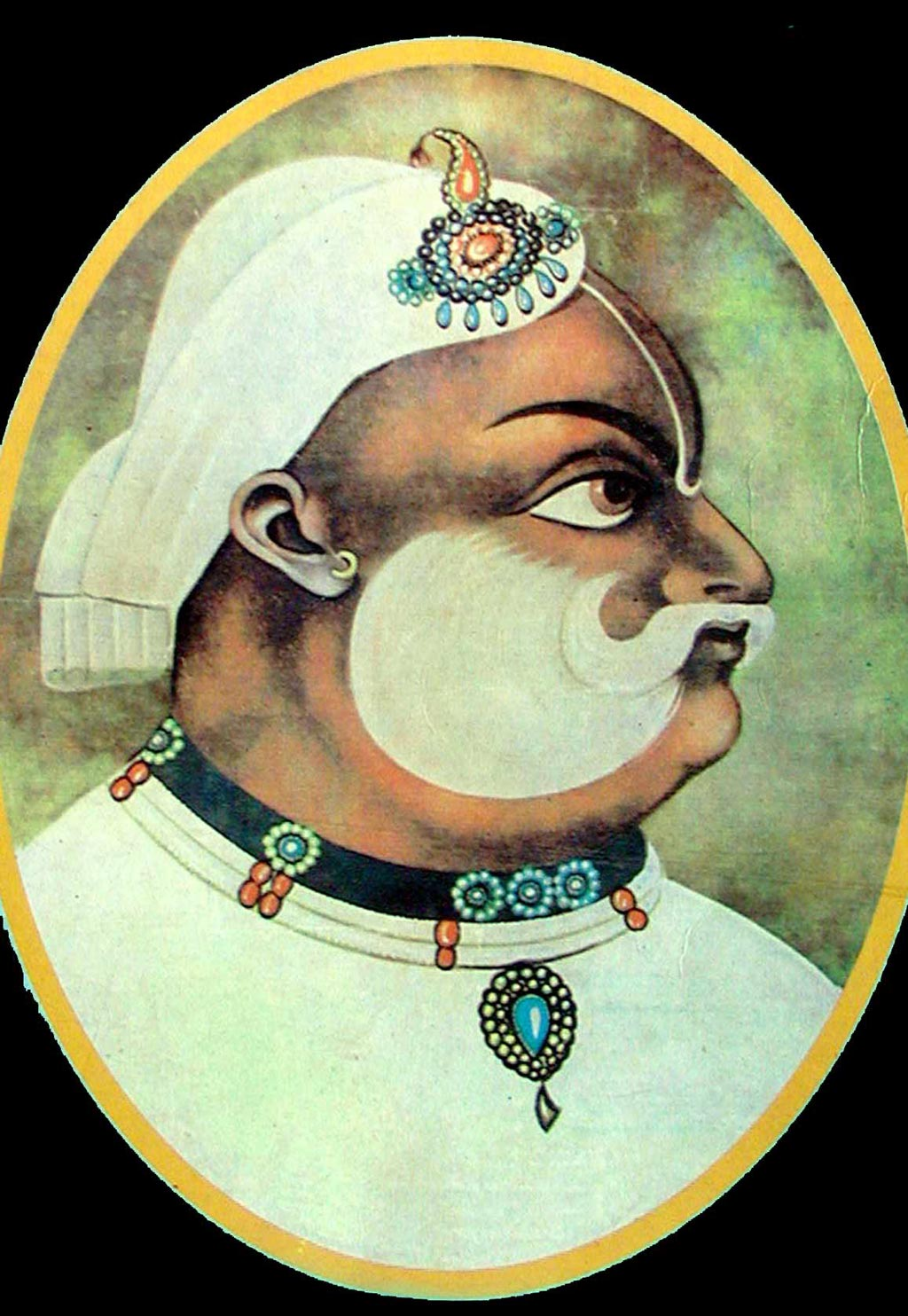
Maharaja Suraj Mal (anii domniei:1756-1763), unul dintre conducătorii proeminenți ai jaților în secolul al XVIII-lea

## Demografie
Datele cu privire la numărul locuitorilor aparținând comunității jat sunt contradictorii. 
Date din recensăminte din anii 1931 și 1988
| Regiunea               | Populația jat 1931 | Populația jat 1988 | Procentajul din totalitatea jațilot |
| ---------------------- | ------------------ | ------------------ | ----------------------------------- |
| Punjab (incl. Haryana) | 6.068.302          | 22.709.755         | ca. 73,0 %                          |
| Rajasthan              | 1.043.153          | 3.651.036          | ca. 12,0 %                          |
| Uttar Pradesh          | 810.114            | 2.845.244          | ca. 9,2 %                           |
| Jammu și Kashmir       | 148.993            | 581.477            | ca. 2,0 %                           |
| Belucistan             | 93.726             | 369.365            | ca. 1,2 %                           |
| Bombay                 | 54.362             | 216.139            | ca. 0,7 %                           |
| Delhi                  | 53.271             | 187.072            | ca. 0,6 %                           |
| Ajmer-Marwar           | 29.992             | 104.972            | ca. 0,3 %                           |